# Zajzon (keresztnév)
A Zajzon férfinév a Zajzon erdélyi falunévből vált család-, majd keresztnévvé. A helységnév eredete bizonytalan, lehet, hogy egy török személynévből származik.

## Gyakorisága
Az 1990-es években szórványos név, a 2000-es években nem szerepel a 100 leggyakoribb férfinév között.

## Névnapok
- december 18.[2]